# Zona militare

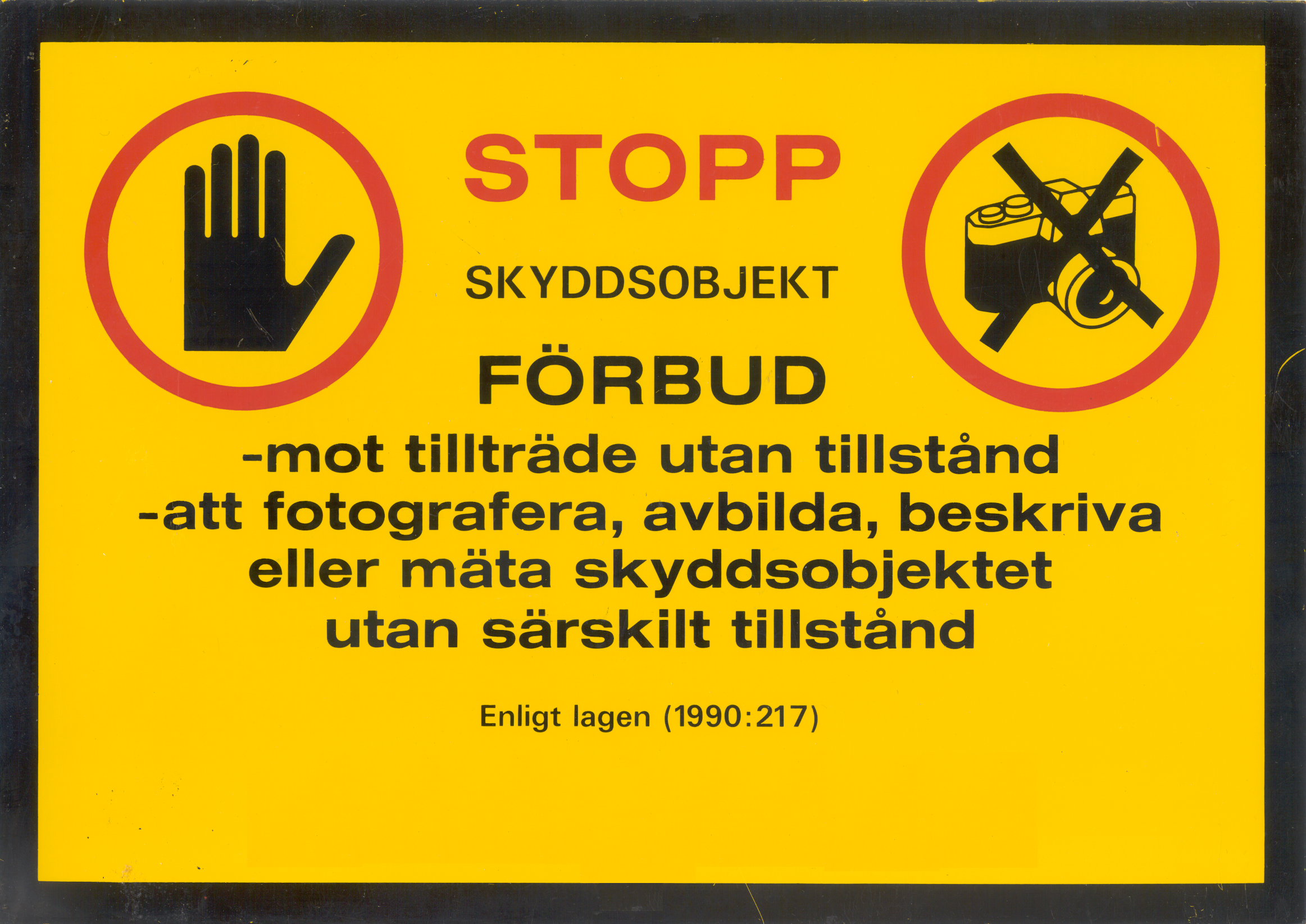
Un cartello svedese indica la presenza di una zona militare.

Per zona militare, nella scienza bellica s'intende un'area o complessi di edifici delimitati da una recinzione più o meno alta o ancora maggiormente difesi a fortificazione. 